# Mariel Hemingway

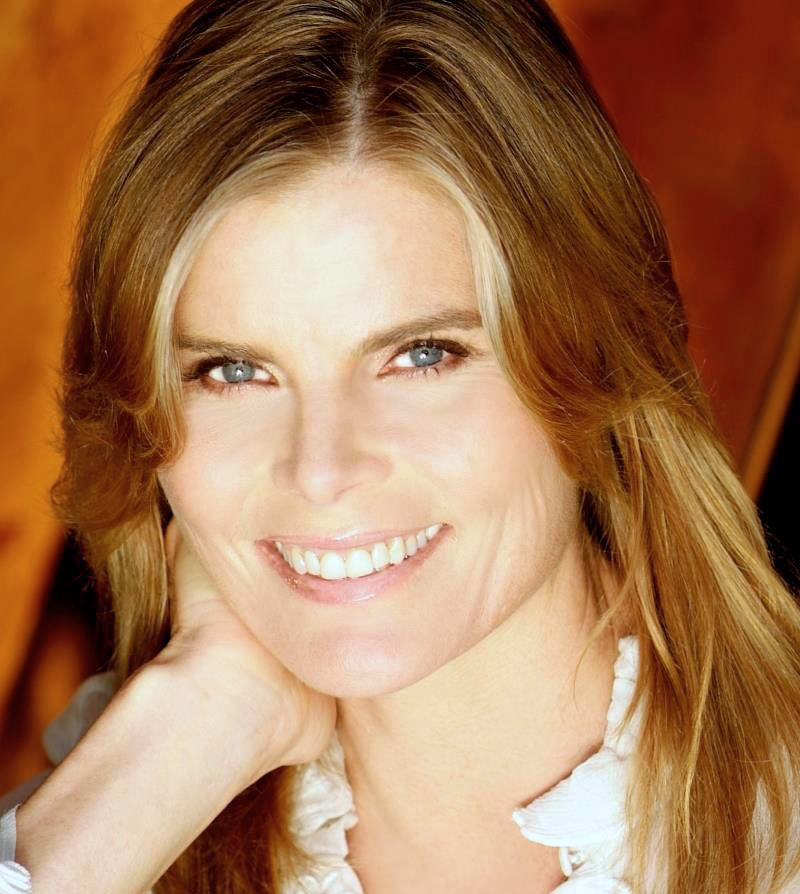
Mariel Hemingway (2011)

Mariel Hadley Hemingway (* 22. November 1961 in Mill Valley, Kalifornien) ist eine US-amerikanische Schauspielerin. Sie ist eine Enkelin des Schriftstellers Ernest Hemingway und die jüngere Schwester von Margaux Hemingway.

## Leben
Mariel stand mit 14 Jahren in dem Film Eine Frau sieht rot, in dem ihre Schwester Margaux eine Hauptrolle spielt, zum ersten Mal vor der Kamera. Für ihre Leistung erhielt sie als Beste Nachwuchsdarstellerin eine Golden-Globe-Nominierung. Eine Oscar-Nominierung erhielt sie für ihre nächste Rolle als Freundin des „Stadtneurotikers“ in Woody Allens Manhattan. 1981 war sie mit der TV-Produktion Ich will mein Baby behalten, in der sie eine minderjährige Mutter spielte, auch im deutschen Fernsehen zu sehen. Im selben Jahr wirkte sie in Personal Best mit. 1983 übernahm sie die Rolle der Dorothy Stratten in Star 80. 1987 spielte sie die Freundin des Colonel Andrei Denisov (Sam Neill) in der Fernsehserie Amerika, die sich von ihrem Freund und den USA unter sowjetischer Besatzung unter Einsatz ihres Lebens abwendet.
Neben Flops wie Sunset – Dämmerung in Hollywood, der ihr eine Nominierung für die Goldene Himbeere als schlechteste Nebendarstellerin einbrachte, konnte sie aber auch weitere Erfolge verzeichnen. So erhielt sie für ihre Leistung in Civil War, eine Serie der frühen 1990er Jahre, eine Golden-Globe-Nominierung. 1994 war sie in Die nackte Kanone 33 1/3 zu sehen, 1995 in der Serie Central Park West und in September, der Verfilmung eines Rosamunde-Pilcher-Romans.
1997 wirkte sie in Woody Allens Harry außer sich mit, 1999 spielte sie die Hauptrolle in der Komödie Sex Monster. Im Jahr 2000 war sie in der TV-Produktion La vida y nada más zu sehen, 2002 spielte sie in dem Actionfilm First Shot – Das Attentat wiederum die Hauptrolle. Einer ihrer neueren Filme war Time of Change (2005).
Sie betrieb ab 1986 in New York ihr Restaurant „Sam's Cafe“, weil sie sich zwischen zwei Filmen „immer ganz schrecklich“ fühlte.
Mariel Hemingway hat mit dem Dokumentarfilmer und Filmproduzenten Stephen Crisman zwei gemeinsame Töchter: Model Dree Hemingway (* 1987) und Langley Fox Hemingway (* 1989).

## Filmografie (Auswahl)
- 1976: Eine Frau sieht rot (Lipstick)
- 1979: Manhattan
- 1982: Personal Best
- 1983: Star 80
- 1985: Creator
- 1985: Das mörderische Paradies (The Mean Season)
- 1987: Amerika (Fernsehserie)
- 1987: Superman IV – Die Welt am Abgrund (Superman IV: The Quest For Peace)
- 1988: Sunset – Dämmerung in Hollywood (Sunset)
- 1991: Jack allein im Serienwahn, auch: Des Wahnsinns fette Beute (Delirious)
- 1991: Geschichten aus der Gruft (Tales from the Crypt, Fernsehserie, Folge 3x01)
- 1993: Ich will mein Kind! (Desperate Rescue: The Cathy Mahone Story)
- 1994–1995: Roseanne (Fernsehserie, 2 Folgen)
- 1996: Bad Moon
- 1996: Crying Child – Schrei aus dem Jenseits
- 1997: Harry außer sich (Deconstructing Harry)
- 1999: Sex Monster (The Sex Monster)
- 1999: Die Tochter des Präsidenten: In tödlicher Gefahr (First Daughter)
- 2000: Rufmord – Jenseits der Moral (The Contender)
- 2000: Becker (Fernsehserie, Folge 70)
- 2001: Perfume
- 2002: Crossing Jordan – Pathologin mit Profil (Crossing Jordan, Fernsehserie, Folge Coming Out)
- 2002: First Shot – Das Attentat (First Shot)
- 2005: Time of Change
- 2006: Air Force 2 (In Her Line of Fire)
- 2007: Nanking
- 2008: The Golden Boys
- 2009: My Suicide
- 2010: Ay Lav Yu
- 2012: Rise of the Zombies
- 2014: Lap Dance
- 2016: Finding Fortune (Fernsehfilm)
- 2019: The Wall of Mexico
- 2021: Grace and Grit
- 2023: On Sacred Ground
- 2023: God’s Country Song